# Владимир Бобошевски
Владимир Вандов Бобошевски е български писател и журналист, деец на Македоно-одринската организация.

## Биография
Роден е на 8 септември 1879 година във Враца в семейството на видния търговец и революционер хаджи Вандо Бобошевски. Завършва гимназия в София и Училището за политически науки в Париж. Като студент е кореспондент на вестник „Мир“ и публикува разкази в списанието на Константин Величков „Летописи“. След завръщането си в България е редактор във вестник „Ек“.
Деец е на Македоно-одринската организация. През април 1901 година е делегат на Осмия македоно-одрински конгрес от Мусибейското дружество. През 1903 година заедно с Иван Арнаудов и Никола Василев издават литературния сборник „Лъчи“ „за в полза на македонските бежанци“.
През 1906 година влиза в редакцията на вестник „Балканска трибуна“, който стои на ярко антимонархически позиции. Бобошевски отразява Железничарската стачка, Освиркването на княз Фердинанд при откриването на Народния театър, убийството на министър-председателя Димитър Петков. Работи във вестниците „Нов дневник“ и „Реч“ и „Мир“, води политическата страница на „Дневник“. Пише за вестниците „Ратник“ и „Нова борба“ в Сливен, „Варненски търговски вестник“ и „Ла Дефанс“ в Цариград. Пише в списанията „Летопис“, „Българска сбирка“, „Листопад“ и „Светлина“. Самият той издава вестник „Спорт“ и пише в „Колоездачен вестник“. През Първата световна война редактира всекидневника „Дневен бюлетин“.
През 1918 г. след смъртта на баща си, се завръща във Враца, където издава вестник „Трибуна“ и „Училищно дело“ (1926 – 1944). Кореспондент е на „Мир“, „Зора“, „Утро“ и Радио София.
Пише книгите „Бързо преживяни минути“, „В пазвите на хубава България“, „Червен бряг – градиво за история“.
Умира в 1947 година.